# الكسندر شاند
الكسندر شاند (بالإنجليزية: Alexander Shand)‏ هو إنثوغرافي ‏ ومترجم نيوزيلندي، ولد في 1840، وتوفي في 1910.